# Irsko na Letních olympijských hrách 2012
Irsko se účastnilo Letní olympiády 2012. Zastupovalo ho 66 sportovců (36 mužů a 30 žen) v 18 sportech.

## Medailisté
| Medaile | Jméno           | Sport     | Soutěž                          |
| ------- | --------------- | --------- | ------------------------------- |
| Zlato   | Katie Taylorová | Box       | ženy váha lehká - do 60 kg      |
| Stříbro | John Joe Nevin  | Box       | muži váha bantamová - do 56 kg  |
| Bronz   | Cian O'Connor   | Jezdectví | jednotlivci skoky               |
| Bronz   | Paddy Barnes    | Box       | muži váha lehká muší - do 49 kg |
| Bronz   | Michael Conlan  | Box       | muži váha muší - do 52 kg       |